# Chrysometa huanuco
Chrysometa huanuco este o specie de păianjeni din genul Chrysometa, familia Tetragnathidae, descrisă de Lévi, 1986.
Este endemică în Peru. Conform Catalogue of Life specia Chrysometa huanuco nu are subspecii cunoscute.